# Norman Becker

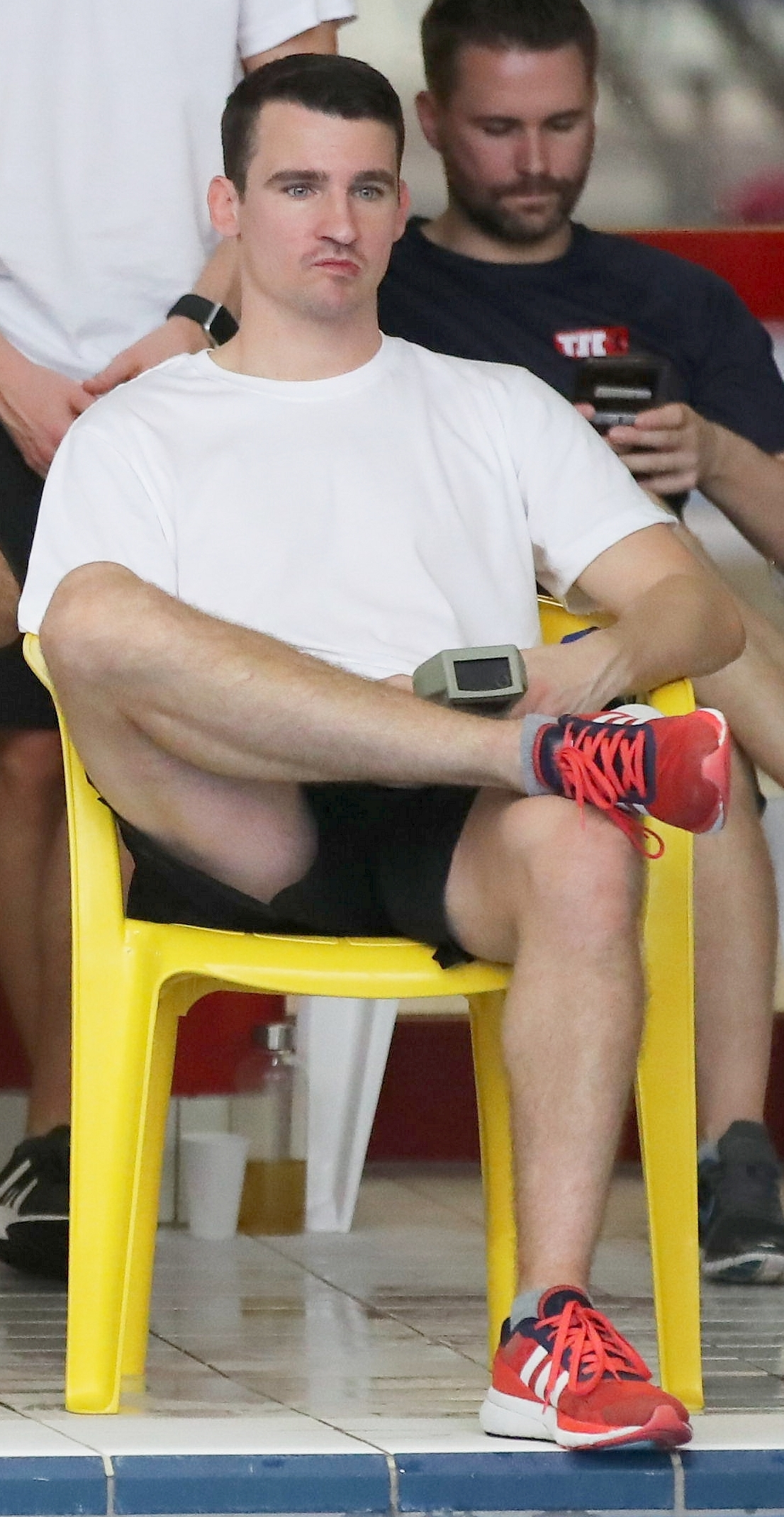
Norman Becker als Kampfrichter beim Hallorenpokal des SV Halle

Norman Becker (* 13. Mai 1984 in Leipzig) ist ein deutscher Wasserspringer beim Wasserspringerclub StädteRegion Aachen e. V. (WSC AC). Norman Becker ist Sportsoldat der Bundeswehr und lebt heute in der Stadt Würselen.
Norman Becker gehört zu den erfolgreichsten aktiven Turm- und Wasserspringern der Bundesrepublik Deutschland. Er ist Mitglied im Nationalkader des deutschen Schwimmverbandes – Bereich Wasserspringen.
Von 1993 bis 1997 wurde er von Günter Tippmann trainiert, danach bis 2004 übernahm sein Vater, Andreas Becker, diese Aufgabe. Von 2004 bis November 2010 trainierte er unter Boris Rozenberg. Aktuell ist Andreas Becker wieder sein Trainer. Seit Anfang 2011 ist er auch als Trainer beim WSC AC aktiv.
Zu seinen größten sportlichen Erfolgen gehören:
- 3. Platz beim FINA Grand Prix in Madrid – Synchron Turm,
- 1. Platz bei den Juniorenweltmeisterschaften 2002  – Synchron Turm mit Sascha Klein,
- 7 Deutsche-Meister-Titel, letztmals 2008 vom Turm.